# Hydnotryopsis
Hydnotryopsis — рід грибів родини пецицові (Pezizaceae). Назва вперше опублікована 1916 року.